# Ambohimarina
Ambohimarina est une ville et une commune urbaine (Kaominina), du nord de Madagascar, dans la province de Diego-Suarez.

## Administration
Ambohimarina est une commune urbaine du district d'Ambanja, située dans la région de Diana, dans la province de Diego-Suarez.

## Économie
La population est majoritairement rurale. On trouve sur le territoire communal des exploitations de café, ainsi que de cacao et des rizières.

## Démographie
La population est estimée à 7 000 habitants, en 2001.